# Бри (Лаон)
Бри (фр. Brie) насеље је и општина у североисточној Француској у региону Пикардија, у департману Ен (Пикардија) која припада префектури Лаон.
По подацима из 2011. године у општини је живело 59 становника, а густина насељености је износила 21,07 становника/km². Општина се простире на површини од 2,8 km². Налази се на средњој надморској висини од 100 метара (максималној 191 m, а минималној 79 m).

## Демографија
| 1962. | 1968. | 1975. | 1982. | 1990. | 1999. | 2011. |
| ----- | ----- | ----- | ----- | ----- | ----- | ----- |
| 97    | 80    | 73    | 58    | 60    | 69    | 59    |

График промене броја становника у току последњих година